# Болшевизъм
Болшеви́к е член на ляво революционно, а според много автори – ляво-екстремистко крило на РСДРП след разцепването на партията на болшевики и меншевики. През пролетта на 1917 те се отделят в Руска социалдемократическа работническа партия (болшевики). Думата „болшевик“ първоначално отразява гласуване по време на конгрес на партията през 1903 г., но впоследствие отразява две фракции на РСДРП: едната е от привърженици на „максималната програма“ (отстояваща пълното унищожение на буржоазната класа и създаване на работническо движение), след 1912 г. тя получава името болшевишка (большой, рус.-голям); и другата – от привърженици на „минималната програма“ на партията (отстояваща правата на дребната буржоазия и селяните), наричани след това „меншевики“(меньший, рус.-малък). Образуването на двете фракции е през 1903 г. на втория конгрес на партията и те са все още заедно през 1910 г., когато представители на РСДРП влизат в третата Дума. Фактическото разцепление става много по-късно.
Политическата борба между болшевиките и меншевиките бележи относително късен стадий в развитието на социалдемократическото движение в Русия. Докато болшевиките прокламират за масово революционно движение, меншевиките настояват за широка работническа класа, по модел на германската социалдемократическа партия. Меншевиките отстояват идеята, че масова социалистическа революция в Русия би била възможна само в едно по напреднало капиталистическо общество, следвайки Марксистката теория. Те твърдят, че малобройното, изостанало работническо руско общество не може да изнесе подобна революция. Дори и голяма част от болшевиките да споделят виждането за неправилното време за такава революция, те бързо променят позицията си след завръщането на Ленин в Петроград от изгнание. Меншевиките твърдо вярват в описаните от Маркс стадии за икономическо развитие. След избухването на революцията през 1917 г. те се придържат към Марксистките си убеждения.
Анархистите и анархо-комунистите смятат че след Октомври 1917 г. болшевиките категорично поемат ролята на антикомунистически и контрареволюционен фактор. По тази причина партията в СССР и сателитните партии и движения  в други страни не са смятани от тях за комунистически.